# Gerbera
Gerbera L., 1758 è un genere di piante angiosperme eudicotiledoni erbacee della famiglia delle Asteraceae, originario dell'Africa, dell'Asia e del Sudamerica.

## Etimologia
Il nome deriva dal naturalista tedesco Traugott Gerber, amico di Linneo (pr. gerbèra).

## Descrizione
Le gerbere sono piante perenni con portamenti erbacei (anche legnosi) scaposi. L'habitus in genere è lanoso o villoso (gli steli sono coperti da una leggera peluria bianca).
In genere sono presenti sia foglie basali che cauline. Le foglie lungo il caule sono disposte in modo alternato. Quelle basali spesso formano delle rosette (disposizione rosulata). La forma delle lamine è intera e semplice con contorno più o meno ellittico, ovato o subcircolare ma sono presenti anche forme pennatifide o pennate. I margini possono essere da dentellati a dentati. La consistenza è erbacea o coriacea. Invecchiando, le foglie diventano pubescenti nella pagina inferiore e si abbassano per lasciare spazio alle nuove piccole foglie che, nei primi giorni si presentano bianche e pelose.
Le infiorescenze sono composte da capolini terminali solitari e scaposi. I capolini possono essere radiati ed eterogami e sono formati da un involucro a forma da cilindrica a obconica o largamente campanulata o emisferica composto da brattee (o squame) all'interno delle quali un ricettacolo fa da base ai fiori di due tipi (più o meno): tubulosi e ligulati. Le brattee, simili a foglie, disposte su 2 o più serie in modo embricato sono di vario tipo e consistenza. Il ricettacolo, pubescente, a forma da piatta a convessa e poco alveolato, è nudo (senza pagliette).
I fiori sia quelli tubulosi che ligulati sono tetra-ciclici (ossia sono presenti 4 verticilli: calice – corolla – androceo – gineceo) e pentameri (ogni verticillo ha 5 elementi). I fiori sono ermafroditi, actinomorfi o zigomorfi e fertili. I fiori del raggio (quelli periferici) sono femminili e disposti in modo uniseriale, con corolla di tipo ligulato (o radiata). I fiori del disco (quelli centrali), sono ermafroditi, con corolle bilabiate.
- Formula fiorale:

*/x K {\displaystyle \infty }, [C (5), A (5)], G 2 (infero), achenio
- Calice: i sepali del calice sono ridotti ad una coroncina di squame.
- Corolla: la corolla è formata da un tubo terminante in modo più o meno bilabiato. Il labbro esterno ha la forma di un nastro oppure è brevemente ellittico con 2 - 3 denti apicali; quello interno possiede due piccoli lobi lineari. I colori sono molto brillanti e vanno dal bianco al giallo fino al rosso-scuro (le corolle di colore più chiaro spesso sono sfumate di rosa o viola nella parte abassiale).
- Androceo: gli stami sono 5 con filamenti liberi, glabri o papillosi e distinti, mentre le antere sono saldate in un manicotto (o tubo) circondante lo stilo. Le antere in genere hanno una forma sagittata con base caudata, intera e cigliata . Il polline normalmente è tricolporato a forma sferica (può essere microechinato).
- Gineceo: lo stilo è filiforme; gli stigmi dello stilo sono due divergenti, corti e glabri con un ciuffo di peli apicali; lo stilo è papilloso sotto i rami stigmatici. La base dello stilo è priva del caratteristico nodo. L'ovario è infero uniloculare formato da 2 carpelli. L'ovulo è unico e anatropo.

I frutti sono degli acheni con pappo. La forma dell'achenio in genere è fusiforme (a forma di uno stretto fiasco) con alcune coste longitudinali. Il pericarpo può essere di tipo parenchimatico, altrimenti è indurito (lignificato) radialmente; la superficie è setolosa o glabra. Il carpopodium è assente, oppure ha delle forme anulari. Il pappo, formato da una o più serie di setole piumose o barbate, decidue o persistenti, è direttamente inserito nel pericarpo o connato in un anello parenchimatico posto sulla parte apicale dell'achenio. Il colore del pappo è bianco, crema, paglierino, rosato o rossastro.

## Biologia
- Impollinazione: l'impollinazione avviene tramite insetti (impollinazione entomogama tramite farfalle diurne e notturne).
- Riproduzione: la fecondazione avviene fondamentalmente tramite l'impollinazione dei fiori (vedi sopra).
- Dispersione: i semi (gli acheni) cadendo a terra sono successivamente dispersi soprattutto da insetti tipo formiche (disseminazione mirmecoria). In questo tipo di piante avviene anche un altro tipo di dispersione: zoocoria. Infatti gli uncini delle brattee dell'involucro si agganciano ai peli degli animali di passaggio disperdendo così anche su lunghe distanze i semi della pianta.

## Distribuzione e habitat
Il genere Gerbera è presente allo stato spontaneo in Africa, Madagascar, Asia tropicale e Sud America.

## Tassonomia
La famiglia di appartenenza di questa voce (Asteraceae o Compositae, nomen conservandum) probabilmente originaria del Sud America, è la più numerosa del mondo vegetale, comprende oltre 23.000 specie distribuite su 1.535 generi, oppure 22.750 specie e 1.530 generi secondo altre fonti (una delle checklist più aggiornata elenca fino a 1.679 generi). La famiglia attualmente (2021) è divisa in 16 sottofamiglie.

### Filogenesi
La sottofamiglia Mutisioideae, nell'ambito delle Asteraceae occupa una posizione "basale" (si è evoluta precocemente rispetto al resto della famiglia) ed è molto vicina alla sottofamiglia Stifftioideae. La tribù Mutisieae con la tribù Nassauvieae formano due "gruppi fratelli" ed entrambe rappresentano il "core" della sottofamiglia.
Il genere Gerbera è descritto all'interno della tribù Mutisieae, raggruppamento che la classificazione tradizionale collocava all'interno della sottofamiglia Cichorioideae e che la moderna classificazione filogenetica ha ricollocato, ridisegnandone i confini, all'interno della sottofamiglia Mutisioideae. Provvisoriamente il genere fa parte del gruppo informale Gerbera Complex.
All'interno del "Gerbera Complex" il genere di questa voce, da un punto di vista filogenetico e quindi evolutivo, appartiene al "Clade B" formato dai generi Chaptalia, Gerbera, Leibnitzia, Oreoseris, Piloselloides e Perdicium ed è in posizione più o meno vicina al "core" del clade. Le possibili date relative alla divergenza di questo genere dal clade B variano da 12 a 5 milioni di anni fa.
I caratteri distintivi per le specie di questo genere sono:
- il portamento è erbaceo perenne scaposo;
- i fiori sono dimorfici (o anche trimorfici) con staminoidi;
- i rami dello stilo sono papillosi.

Il numero cromosomico delle specie di questo genere è: 2n = 46 e 50.

### Elenco specie
Questo genere comprende le seguenti 22 specie:
- Gerbera ambigua (Cass.) Sch.Bip.
- Gerbera aurantiaca Sch.Bip.
- Gerbera bojeri (DC.) Sch.Bip.
- Gerbera crocea (L.) Kuntze
- Gerbera diversifolia Humbert
- Gerbera elliptica Humbert
- Gerbera emirnensis Baker
- Gerbera galpinii Klatt

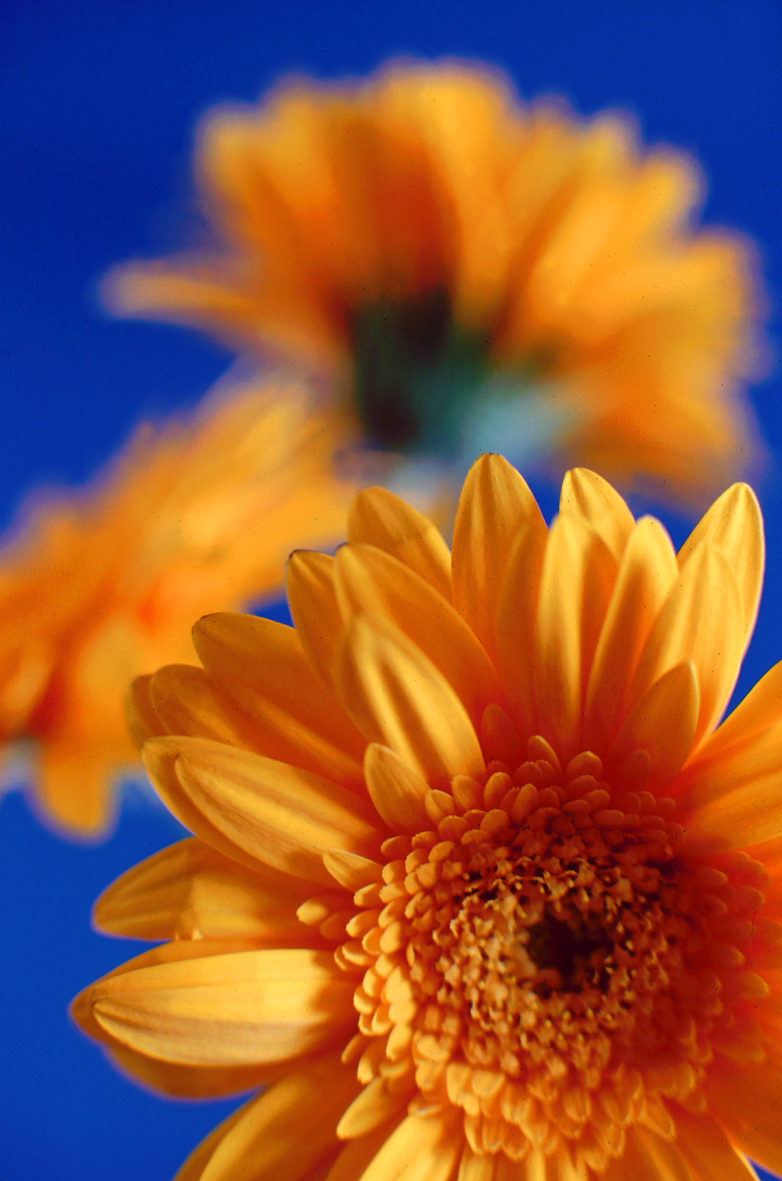
Fiore di gerbera

- Gerbera grandis J.C.Manning & Simka
- Gerbera hypochaeridoides Baker
- Gerbera jamesonii Bolus ex Hook.f.
- Gerbera leandrii Humbert
- Gerbera linnaei Cass.
- Gerbera ovata J.C.Manning & Simka
- Gerbera parva N.E.Br.
- Gerbera perrieri Humbert
- Gerbera petasitifolia Humbert
- Gerbera serrata (Thunb.) Druce
- Gerbera sylvicola Johnson, N.R.Crouch & T.J.Edwards
- Gerbera tomentosa DC.
- Gerbera viridifolia (DC.) Sch.Bip.
- Gerbera wrightii Harv.

## Coltivazione
Le gerbere amano posizioni molto luminose, moderatamente asciutte e ben ventilate. Tollerano la luce solare diretta ma il sole estivo delle regioni più calde può rovinare gravemente le foglie. Il terriccio dev'essere particolarmente drenante: non sopportano ristagni idrici che possono provocare in poco tempo la comparsa di marciumi e morte della pianta. Per questo motivo le innaffiature dovranno essere moderate: in ogni caso è opportuno aspettare che il substrato si asciughi completamente (anche in profondità) prima di innaffiare nuovamente.
Durante la fase di crescita somministrare raramente e in dosi molto blande un buon concime NPK (azoto, fosforo e potassio) bilanciato.
La gerbera sopporta bene l'inverno se tenuta al riparo dalle piogge, dalle gelate e innaffiata molto poco. 
La pianta reagisce a temperature stabilmente inferiori a 13 °C andando in stasi vegetativa (dormienza) durante la quale potrà perdere interamente la parte aerea per produrla nuovamente all'arrivo dei primi tepori primaverili.

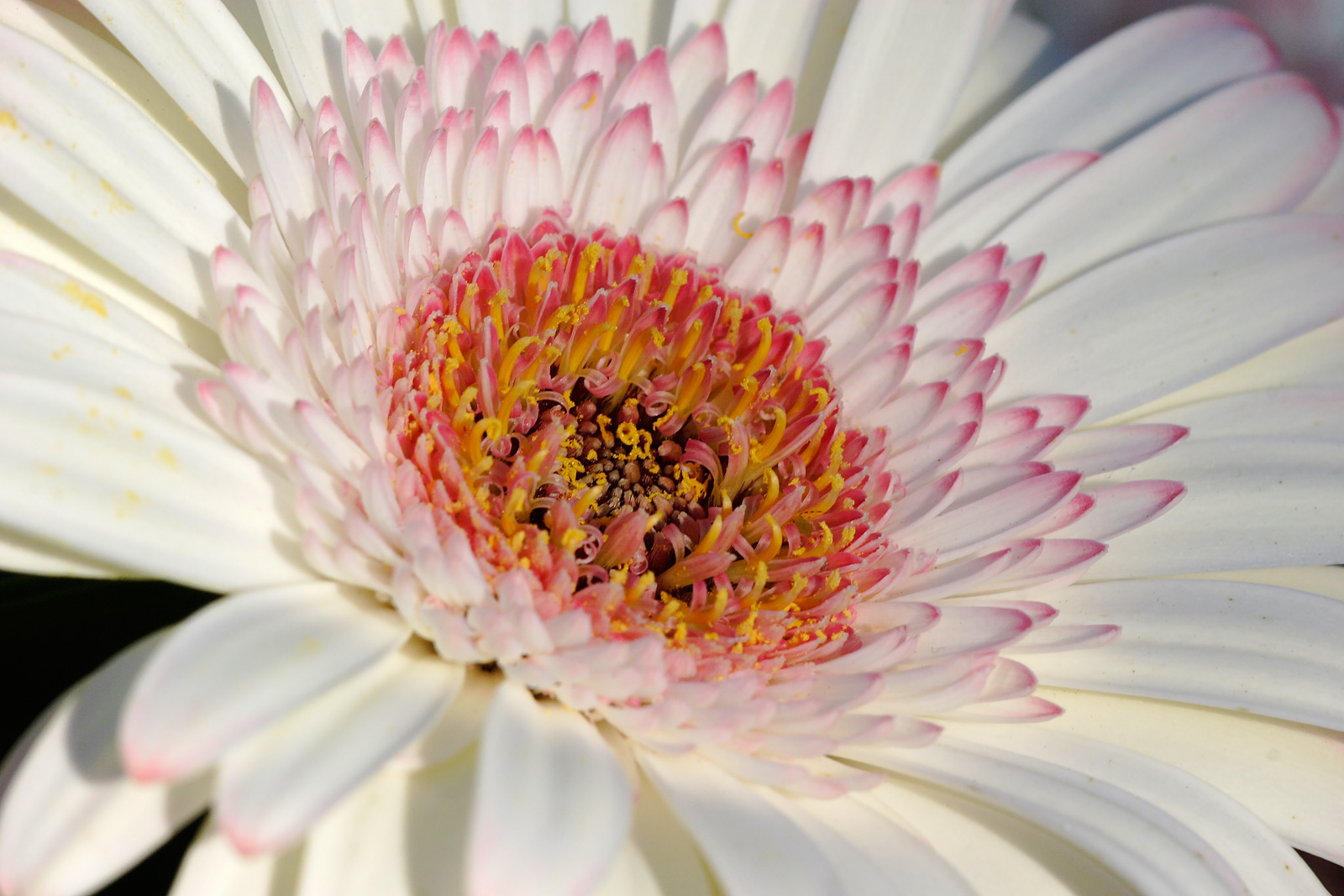
Particolare del fiore di gerbera

Oltre che come graziose piante ornamentali dalla facile coltura, le specie del genere Gerbera (soprattutto la G. jamesonii) vengono coltivate industrialmente per la produzione del fiore reciso.
È stata introdotta in Italia per la prima volta da un floricoltore tedesco intorno al 1925-1930 ma solo intorno al 1950 ha iniziato ad essere apprezzata sia come fiore reciso che come pianta da coltivazione.

## Moltiplicazione
La gerbera può essere riprodotta effettuando delicatamente una divisione dei cespi per gli esemplari più sviluppati oppure con la semina in semenzai o terrine mantenute a una buona temperatura e tenute scarsamente umide. Le piccole piantine nate da seme dovranno essere messe a dimora allo sviluppo completo qualche foglia oltre ai cotiledoni.

## Avversità
In generale, la gerbera è una pianta abbastanza robusta e viene raramente attaccata da insetti parassiti, che possono essere perlopiù afidi eliminabili con un buon insetticida specifico o con la lotta biologica.

La minaccia più importante è invece data dagli attacchi fungini che in generale si presentano in casi di elevatissima umidità ambientale, mancanza di ventilazione e di luminosità. È importante prevenire questi attacchi dosando bene le innaffiature e l'umidità ambientale.

In caso di attacco da marciume radicale (provocato dal Fusarium, da thielaviopsis basicola e phytium), i primi sintomi sono macchie marroni sulle foglie, che si espandono e portano al rapido deperimento della pianta. In questo caso trattare con prodotti al rame o ziram. In caso di Oidio, o Mal Bianco, trattare con prodotti allo zolfo o con prodotti specifici.